# Stoos
Stoos, appelée en allemand « der Stoos », est une station de sports d'hiver suisse de taille moyenne, sans voiture, située à 4 km à l'est de la commune de Morschach, dans le canton de Schwytz.

Vue aérienne (1954)

La station compte 106 habitants et une infrastructure de 2 200 lits.

## Domaine skiable
La station est reliée à la vallée depuis le lieu-dit Schlattli, par le funiculaire Schwyz-Stoos qui est le plus raide au monde avec une pente atteignant les 110 % - ainsi qu'un petit téléphérique à faible débit - depuis Morschach. Le petit parking payant situé à proximité immédiate du funiculaire est complété par un plus vaste parking gratuit plus éloigné, mais desservi par un skibus gratuit. Une route d'accès existe aussi depuis la vallée Muotathal, une autorisation spéciale étant nécessaire pour l'utiliser. Le funiculaire Stoosbahn, d'un débit de 1 000 personne/heure, fut construit en 1933. Il permet de franchir 786 m de dénivelé, depuis une altitude de départ de 597 m. La concession de l'exploitation s'achève le 31 mars 2013 et le nouveau funiculaire est inauguré le 15 décembre 2017.
Stoos compte aussi des remontées mécaniques nettement plus modernes, avec deux télésièges 4-places - construits en 2000 sur le secteur Fronalpstock, et un télésiège 6-places à sièges chauffants - construit en 2007 sur le secteur Klingenstock. Les courts téléskis Maggiweid, Sternegg et Holibrig, situés entre ces deux secteurs au niveau de la station, complètent l'offre. Le télésiège 6-places est le plus long de Suisse centrale, transportant les skieurs sur 581,5 m de dénivelé en 6,5 minutes. Sa construction a permis de proposer 4 nouvelles pistes sur ce sous-domaine, dont une piste d'entraînement et de course - la "Franz Heinzer" - homologuée par la Fédération internationale de ski pour la descente et le Super G. 1 téléski et 1 fil-neige ont également été installés directement à Morschach.
La liaison entre les deux secteurs ainsi qu'avec l'arrivée du funiculaire est malaisée, du fait qu'il impose des chemins de liaison proches de l'horizontale.
D'importantes possibilités de ski freeride sont offertes sur les deux versants.
La station est membre des regroupements de stations de ski Swiss Knife Valley, Meilenweiss et Schneepass Zentralschweiz.
Il est possible d'y pratiquer la luge, le ski de fond, la randonnée pédestre (10 km de chemins), la raquette à neige (5 km), le curling, et sur une piste le airboard.

## Galerie

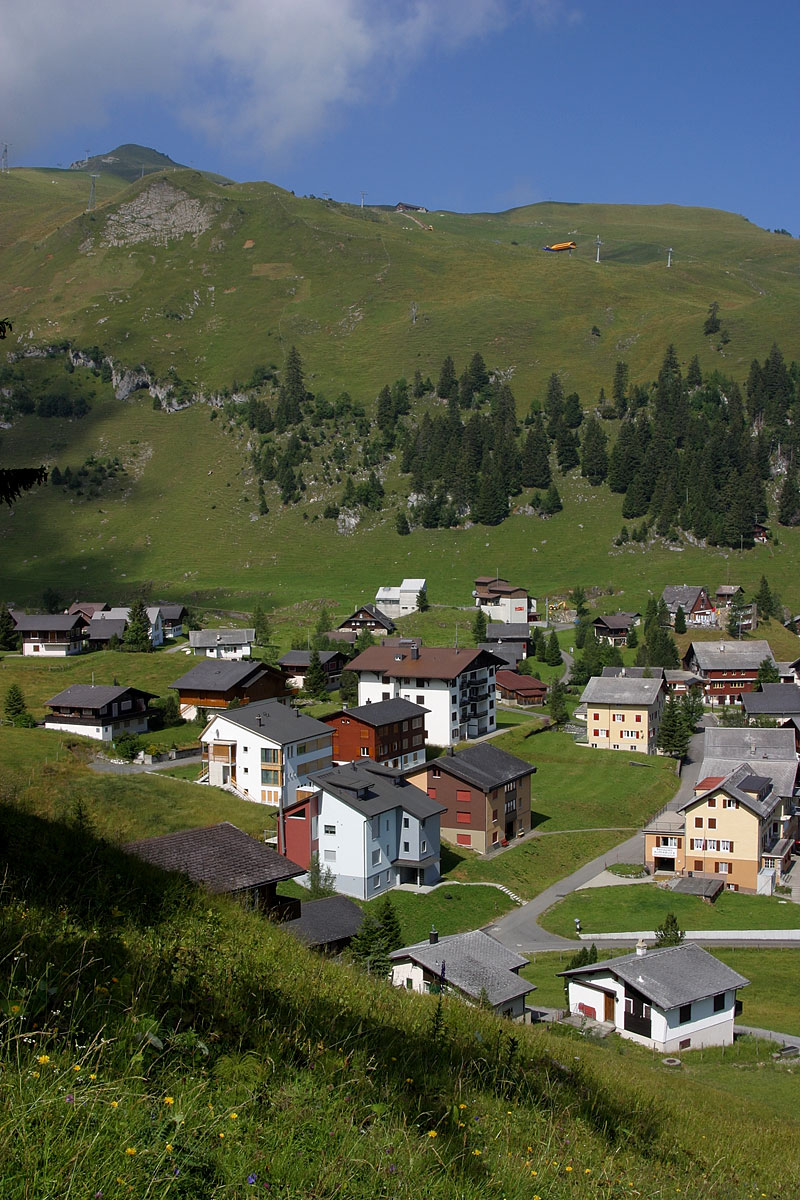
Stoos
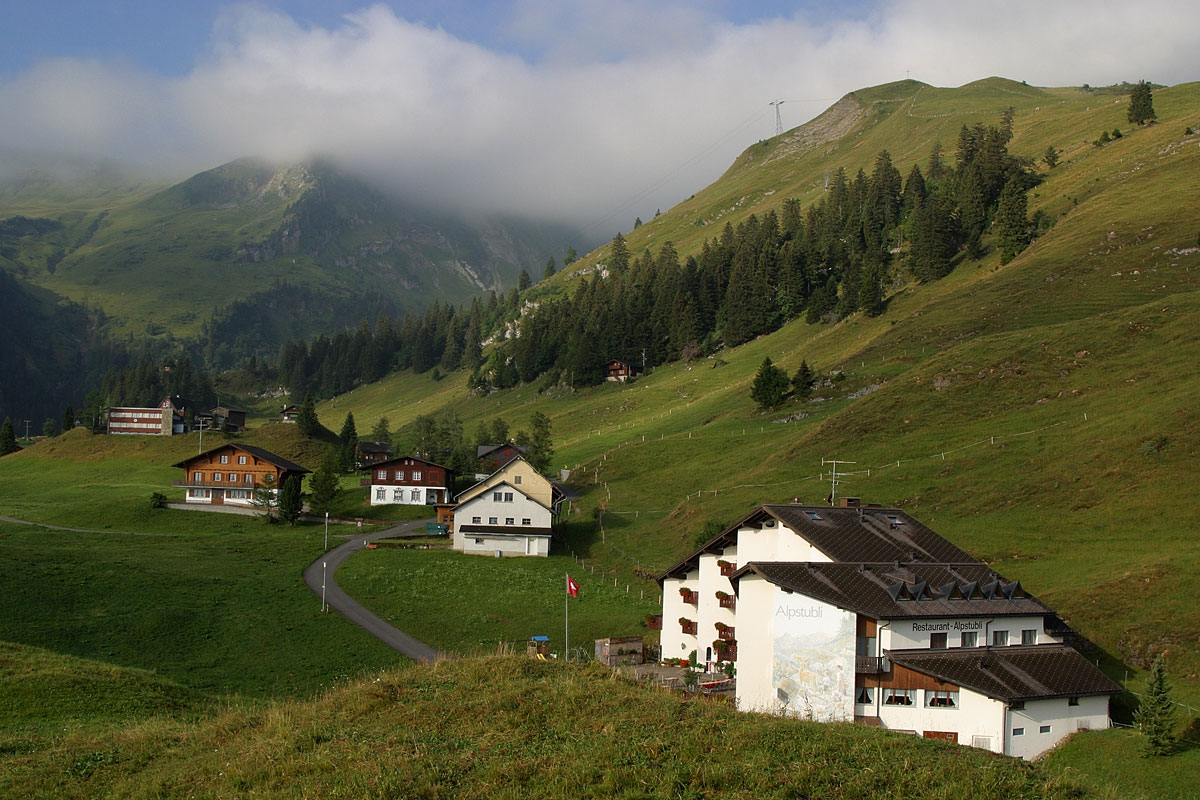
Stoos
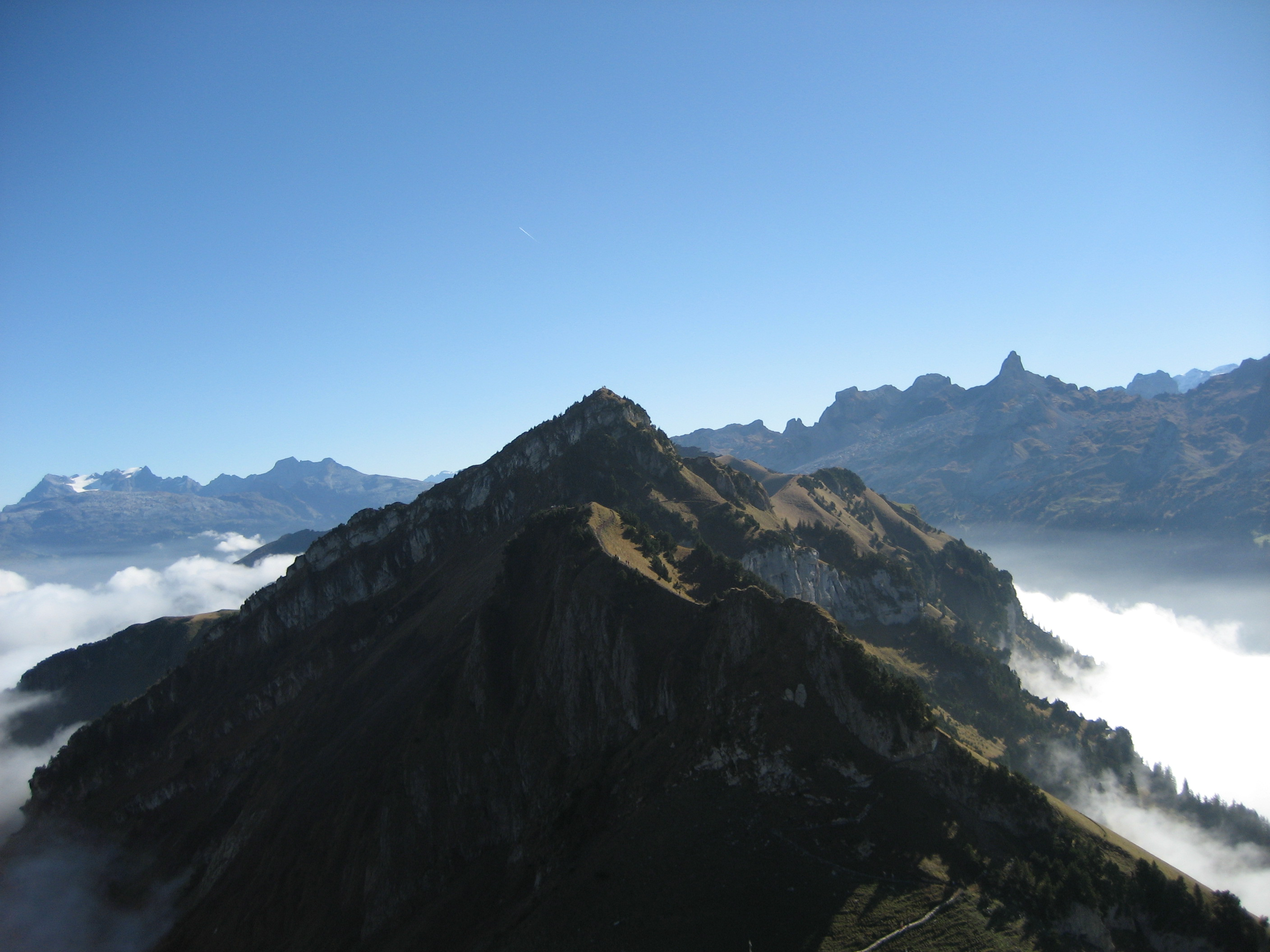
Huserstock
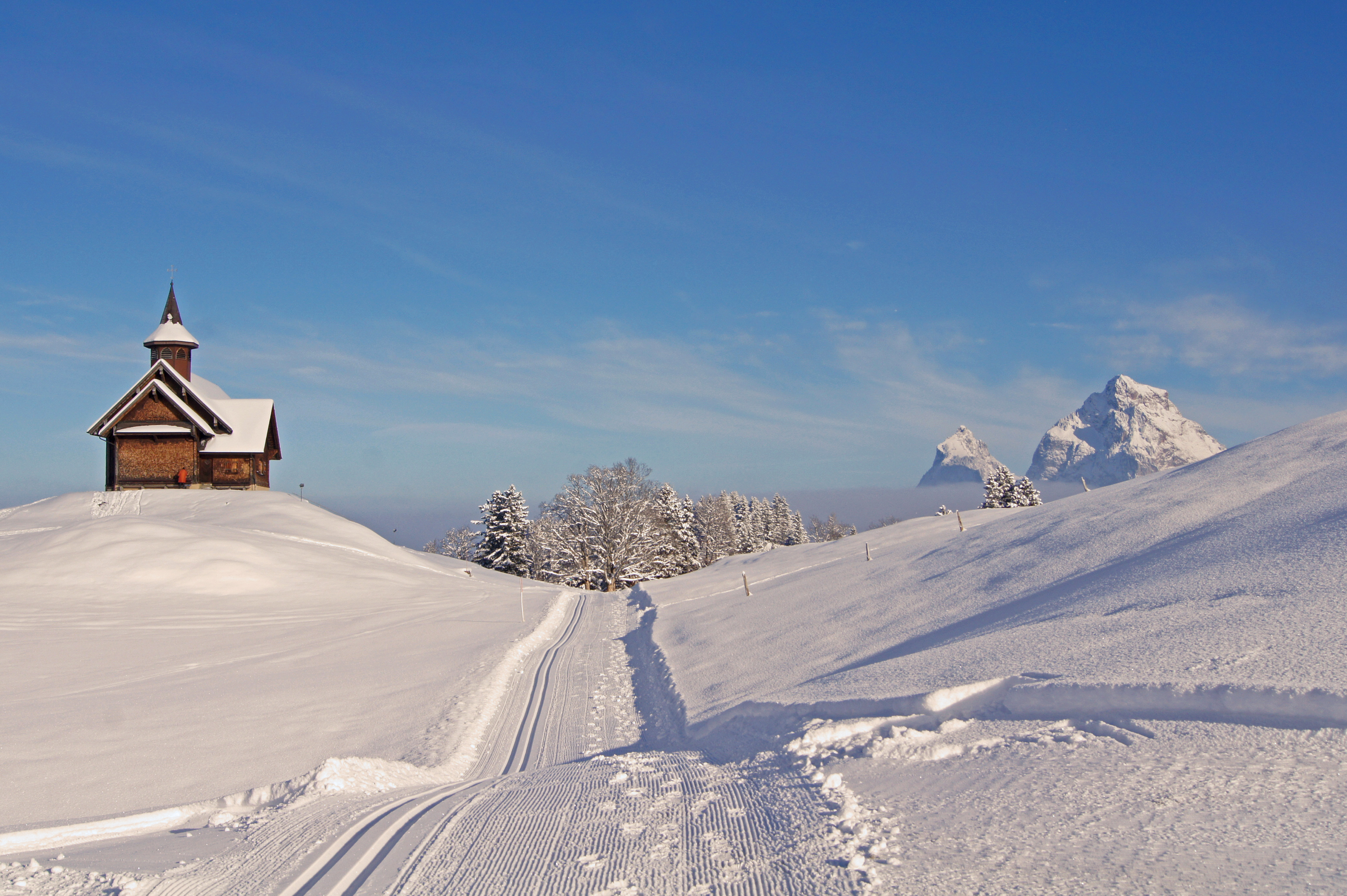
Stoos en hiver